# Perché la lepre scappa sempre
Perché la lepre scappa sempre è una fiaba popolare Ewe proveniente dall'attuale Ghana sudorientale, dal Togo meridionale e dal Benin sudoccidentale, che appartiene al genere delle favole animali.
Talvolta questo genere è stato influenzato dalla cultura europea e islamica, però le storie fantastiche si sono africanizzate e vengono narrate con lo scopo di intrattenere.

## Trama
A causa di una grande siccità gli animali si riuniscono in consiglio per decidere cosa fare. A causa dell'emergenza decidono di tagliarsi la punta dell'orecchio per estrarvi il grasso e quindi rivenderlo ed ottenere così una zappa ed altri attrezzi per scavare e cercare con più efficacia nuove sorgenti d'acqua.

Solo la lepre si rifiuta di eseguire questa delicata operazione. 
Con i nuovi attrezzi gli animali riescono a scavare un pozzo e a trovare un po' d'acqua. Ma la lepre decide di sfruttare anch'essa la nuova fonte e la infanga suscitando le ire delle altre bestie che iniziano a cacciarla, la catturano e la bastonano. E da quel giorno la lepre scappa sempre.